# Raven's Pass
Raven's Pass, född 17 februari 2005 i Kentucky, är ett engelskt fullblod, mest känd för att ha varit den första brittisktränade häst som segrat i Breeders' Cup Classic (2008) på Santa Anita Park i Arcadia, Kalifornien.

## Karriär
Raven's Pass är en fuxhingst efter Elusive Quality och under Ascutney (efter Lord At War). Han föddes upp av Stonerside Stable och ägs av Princess Haya Bint Al Hussein & Darley Racing. Han tränades under tävlingskarriären av John Gosden och reds i alla utom två löp av Jimmy Fortune.
Raven's Pass tävlade mellan 2007 och 2008 och sprang in totalt 3 658 556 dollar på 12 starter, varav 6 segrar och 4 andraplatser. Han tog karriärens största seger i Breeders' Cup Classic (2008). Han segrade även i Winkfield Stakes (2007), Solario Stakes (2007), Celebration Mile (2008) och Queen Elizabeth II Stakes (2008).
International Federation of Horseracing Authorities rankade Raven's Pass som den tredje bästa fullblodshästen 2008, precis bakom Curlin och New Approach som kom på delad förstaplats.
Raven's Pass nominerades även till Eclipse Awards American Champion Three-Year Old Male Horse 2008, men förlorade utmärkelsen till Big Brown.

### Som avelshingst
Raven's Pass stallades upp som avelshingst på Kildangan Stud, en del av Darley Stud. I april 2010 opererades han för kolik, vilket gjorde att han missade sex veckor av avelssäsongen. Raven's Pass fick sin första stakesvinnare den 29 september 2012 då Steeler segrade i Royal Lodge Stakes. Han fick sin första grupp 1-vinnare 2018 då Royal Marine segrade i Prix Jean-Luc Lagardère.

## Stamtavla
| Efter Elusive Quality (USA) 1993 | Gone West 1984          | Mr. Prospector | Raise a Native            |
| Efter Elusive Quality (USA) 1993 | Gone West 1984          | Mr. Prospector | Gold Digger               |
| Efter Elusive Quality (USA) 1993 | Gone West 1984          | Secrettame     | Secretariat               |
| Efter Elusive Quality (USA) 1993 | Gone West 1984          | Secrettame     | Tamerett                  |
| Efter Elusive Quality (USA) 1993 | Touch of Greatness 1986 | Heros Honor    | Northern Dancer           |
| Efter Elusive Quality (USA) 1993 | Touch of Greatness 1986 | Heros Honor    | Glowing Tribute           |
| Efter Elusive Quality (USA) 1993 | Touch of Greatness 1986 | Ivory Wand     | Sir Ivor                  |
| Efter Elusive Quality (USA) 1993 | Touch of Greatness 1986 | Ivory Wand     | Natashka                  |
| Undan Ascutney (USA) 1994        | Lord at War 1980        | General        | Brigadier Gerard          |
| Undan Ascutney (USA) 1994        | Lord at War 1980        | General        | Mercuriale                |
| Undan Ascutney (USA) 1994        | Lord at War 1980        | Luna de Miel   | Con Brio                  |
| Undan Ascutney (USA) 1994        | Lord at War 1980        | Luna de Miel   | Good Will                 |
| Undan Ascutney (USA) 1994        | Right Word 1982         | Verbatim       | Speak John                |
| Undan Ascutney (USA) 1994        | Right Word 1982         | Verbatim       | Well Kept                 |
| Undan Ascutney (USA) 1994        | Right Word 1982         | Oratorio       | Fleet Nasrullah           |
| Undan Ascutney (USA) 1994        | Right Word 1982         | Oratorio       | Classicist (Family: 17-b) |